# 弗蘭克·德沃爾
弗蘭克·德沃爾（英語：Frank De Vol，1911年9月20日—1999年10月27日），美國作曲家、演員及編曲，曾獲得各5次奧斯卡金像獎和艾美獎的提名。

## 生平
德沃爾在1911年9月20日出生於美國西維珍尼亞州蒙茲維爾（Moundsville），但在俄亥俄州坎頓長大，其父為當地大歌劇院（Grand Opera House）的管弦樂團領班。在德沃爾5歲時，其父母便開始教他彈小提琴和鋼琴。
德沃爾在12歲時首度作曲，並在2年後加入音樂家工會（Musicians' Union）。他在俄亥俄州邁阿密大學法律系畢業後加入其父親的管弦樂團彈奏鋼琴及小提琴，並曾在克里夫蘭的中餐館工作，以賺取收入去購買一支色士風。在此期間，他透過觀看其他色士風演奏家的演出去自學色士風。1935年，他加入喬治·奧爾森（George Olsen）和埃塞爾·舒塔（Ethel Shutta）的樂團，負責演唱和喜劇表演；其後加入霍勒斯·海特（Horace Heidt）的管弦樂團，負責演奏、演唱及編曲。
1941年，德沃爾遷往加利福尼亞州，並在翌年擔任KHJ電台的音樂總監。德沃爾在KHJ電台任職期間，曾經為金妮·西姆斯（Ginny Simms）的節目編曲，亦曾參與國會唱片的灌錄工作。在此期間，他曾與哈爾·德溫（Hal Derwin）、金氏姊妹（The King Sisters）和佩吉·李（Peggy Lee）等人合作。
德沃爾在1954年開始為電影《贖金世界》（World for Ransom）配樂，他亦因此次配樂首次獲得奧斯卡金像獎的提名，並奠定其在荷里活的地位。他曾參與47部電影的配樂工作，其中憑《枕邊細語》（Pillow Talk）、《最毒婦人心》（Hush, Hush, Sweet Charlotte）、《女賊金絲貓》和《猜猜谁来吃晚餐》獲得奧斯卡金像獎的提名。其為1967年電影《梁山人馬》（The Happening）所作的配樂成為香港商業電台廣播劇《十八樓C座》的主題音樂。
除了電影配樂之外，德沃爾也曾為《三代同堂》（My Three Sons）、《合家歡》（Family Affair）、《脫線家族》（The Brady Bunch）等七部電視劇配樂，亦曾參演《親親兩顆心》（Parent Trap）、《今夜芬伍德》（Fernwood 2-Night）等電影及電視劇。
德沃爾在1999年10月27日在加利福尼亞州拉法葉的一間療養院內逝世，享年88歲。

## 個人生活
德沃爾在1935年娶舞蹈家格雷斯·艾格尼絲·麥金蒂（Grayce Agnes McGinty）為妻，兩人育有2女和2名外孫。麥金蒂在1989年逝世之後，德沃爾在1991年娶歌手海倫·奧康奈爾（Helen O'Connell）為續弦妻子，直至奧康奈爾在2年後逝世為止。

## 外部連結
- 弗蘭克·德沃爾在Allmusic上的頁面
- 弗蘭克·德沃爾的Discogs页面（英文）
- 弗蘭克·德沃爾在互联网电影资料库（IMDb）上的資料（英文）
- 弗蘭克·德沃爾在美國遺產中心的論文 （页面存档备份，存于）
- 在Find a Grave上的弗蘭克·德沃爾
- 弗蘭克·德沃爾在1999年接受全國音樂商會口述歷史博物館的訪問 （页面存档备份，存于）